# Железна девица
Железна девица је справа за мучење, обично изгледа као гвоздени ормар. Инструмент обично има мала враташца тако да мучитељ може да саслушава жртву и да је мучи или убија пробијањем тела оштрим објектима, као што су ножеви или ексери, док је жртва приморана да стоји. Жртва обилно крвари и полако слаби, а на крају може да умре од губитка крви или гушења. Већина железних девица је направљена тако да врхови ексера не пробијају виталне органе, тако да не убијају одмах жртву, већ она полако пати и умире. Често се железна девица повезује са средњим веком, али она представља изум са краја 18. века.